# 安全のしおり

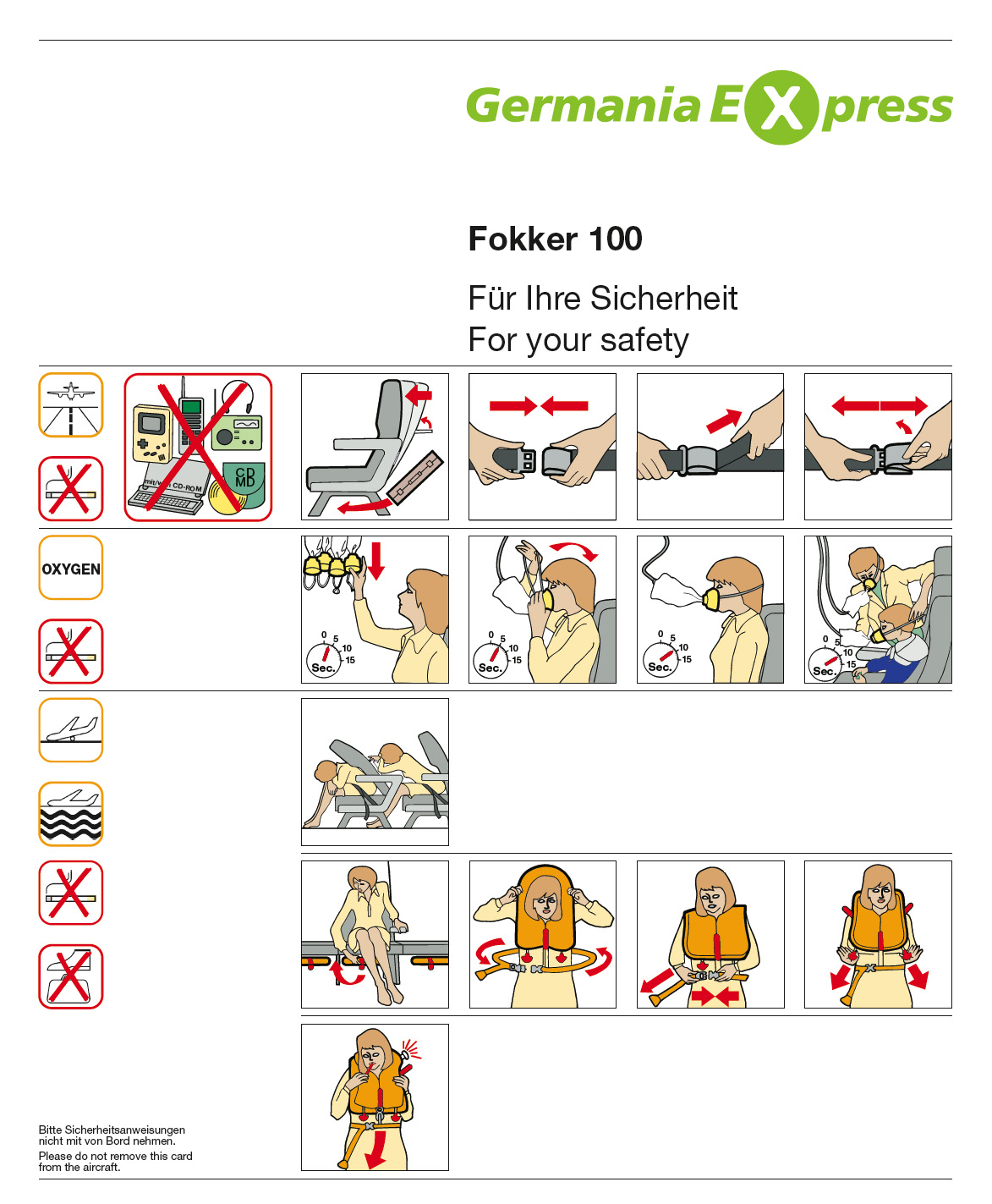
フォッカー 100搭載用「安全のしおり」（ゲルマニア航空）

安全のしおり（あんぜんのしおり、英語: Aircraft safety card）とは、旅客機に搭載されている、緊急時対応や禁止事項、離着陸時の注意などを記載したパンフレットである。

## 概要
通常は旅客機の座席のポケットに用意されており（格安航空会社の中には座席の前に安全のしおりの内容が書かれたシールが貼付されているものもある。）、緊急時対応及び禁止事項などを記載している。機種ごとに制作されている。機種によって避難経路やドアの開け方、酸素マスクの使用方法などが異なることから、離陸前には全ての乗客が、客室乗務員による緊急時対応の案内や安全ビデオとともに、目を通すことが求められている。
殆どの航空会社においては、自国語と英語の併記がされている（英語では「Safety Instructions」や「Aircraft safety card」と呼ばれる）ほか、スペイン語やフランス語、日本語やドイツ語などの主要言語による記載がされている場合もある。また、日本航空やブリティッシュ・エアウェイズ、アメリカン航空などの大手航空会社を中心に、点字版も用意している航空会社も多い。なお、緊急時に安易に理解できることと、英語など外国語が理解できない乗客も、内容が理解できるように、絵や写真やピクトグラムが多用されている。
なお、日本を始めとする先進国においては、全ての旅客機（貨物機の荷主などが搭乗する座席部分や日本国政府専用機も含む）に、常時最大乗客数分を用意するように法令で義務付けられている。このため、世界全ての航空会社において、機内から持ち出すことが禁止されているが、機材引退や内容の改訂に伴い、不用品として放出されたものが旅客機マニアの間で取引されており、専門のコレクターも存在している。

## 機内安全ビデオ
また、紙の安全のしおりと併用して、離陸直前に機内安全ビデオの上映、または客室乗務員による機内安全に関する口頭説明・実演が行われる。後者は主にビデオ上映設備を搭載しない小型機や格安航空会社等で行われることが多いが、ビデオ設備がある場合でも映像上の進行に合わせて客室乗務員が実演することもある。
内容は安全のしおりとほぼ同じで、ビデオ方式の場合は普通、航空会社所属の国家による母語と英語で説明が行われ、放送言語がわからなくても映像を見ただけで内容が理解できるように編集されている。また、近年ではバリアフリーの観点から、字幕や手話映像も挿入されている。また、航空会社により、各言語用の吹き替え版・字幕版が用意されていることがある。
機内安全ビデオの場合、航空機の機種ごとに非常口の位置や数などが異なるため、機種ごとに制作されることが多い（例外として、日本航空・全日本空輸はビデオ方式を採用する全機種で同一の映像を放送する（ただし日本航空は国内線と国際線では異なる）。たとえば、非常口は「安全のしおり」で確認できると説明している）。
最近ではより注目されやすくするために、堅苦しい画一的な内容から、エンターテインメント性を重視した内容の安全ビデオ（スターフライヤー、ニュージーランド航空など）を採用する、さらには航空会社と観光当局が提携して、国内の名所を取り入れた安全ビデオを作って観光プロモーションにも役立てるなど、工夫も見られるようになった。だがこの行為は安全対策の軽視と捉えられる事もあり、羽田空港地上衝突事故の直後の2024年1月26日にカンタス航空が機内安全ビデオを刷新した際、「マーケティングツール化している」として批判を浴びている。特に日本航空は1985年のJAL123便事故を機に講じた徹底した安全対策から、それらのエンターテインメント性を一切取り入れず、想定されるリスクを視覚的に交えながらより強い口調で危険性の周知徹底を図っている。それとは対照的に、全日本空輸は20年以上コラボレーションを行っている、ポケットモンスターに登場するポケモン達を登場させた機内安全ビデオを2024年8月15日より放送している。

## 主な記載内容
- 離着陸時の注意
- シートベルトの着脱方法
- 緊急時対応
  - 非常口の位置
  - 非常口/ドアの開け方
  - 酸素マスクの使用方法
  - 安全姿勢のとり方
  - 救命胴衣の使い方
- 機内における禁止事項
- その他注意事項